# (6782) 1990 SU10
A (6782) 1990 SU10 a Naprendszer kisbolygóövében található aszteroida. Henry E. Holt fedezte fel 1990. szeptember 16-án.